# Copa de Alemania 1995-96
La Copa de Alemania 1995-96 fue la 53.ª edición de la copa de fútbol más importante de Alemania que se jugó del 15 de agosto de 1995 al 24 de mayo de 1996 y que contó con la participación de 64 equipos.
El 1. FC Kaiserslautern venció en la final al Karlsruher SC en la final jugada en el Olympiastadion para ganar su segunda copa nacional.

## Resultados

### Primera Ronda
| 15-8-1995                  |     |                          |                  | |
| TSG Pfeddersheim           | 1-1 | Borussia Dortmund        | (t.e.) (3-4 p)   | |
| 22-5-1995                  |     |                          |                  | |
| Fortuna Köln               | 3-4 | 1. FC Kaiserslautern     | (t.e.)           | |
| 24-8-1995                  |     |                          |                  | |
| SSV Ulm 1846               | 2-3 | Chemnitzer FC            | (t.e.)           | |
| 25-8-1995                  |     |                          |                  | |
| FV Zeulenroda              | 0-1 | FSV Zwickau              |                  | |
| SV Werder Bremen II        | 0-2 | SpVgg Unterhaching       |                  | |
| SV 1920 Mettlach           | 0-4 | Hertha BSC Berlin        |                  | |
| FC 08 Homburg              | 2-1 | FC St. Pauli             | (t.e.)           | |
| 1. FC Nürnberg             | 2-1 | Hansa Rostock            |                  | |
| Dynamo Dresden             | 1-3 | Fortuna Düsseldorf       |                  | |
| VfL Osnabrück              | 0-1 | SV Waldhof Mannheim      | (t.e.)           | |
| 26-8-1995                  |     |                          |                  | |
| FSV Frankfurt              | 1-3 | FC Carl Zeiss Jena       |                  | |
| SpVgg Beckum               | 0-0 | 1. FC Köln               | (t.e.) (4-3 p)   | |
| Greifswalder SC 1926       | 4-1 | VfB Lübeck               |                  | |
| Heider SV 1925             | 1-6 | SC Freiburg              |                  | |
| SSV 1921 Vorsfelde         | 0-5 | FC Schalke 04            |                  | |
| Rot-Weiss Essen            | 2-0 | Hannover 96              |                  | |
| 1. FC Nürnberg II          | 0-3 | Borussia Mönchengladbach |                  | |
| SC Neukirchen 1899         | 2-2 | 1. FSV Mainz 05          | (t.e.) (5-6 p)   | |
| 1. SC Norderstedt          | 0-1 | SG Wattenscheid 09       |                  | |
| VfB Gaggenau               | 1-6 | TSV 1860 München         |                  | |
| FSV Salmrohr               | 0-2 | VfB Leipzig              |                  | |
| FC Sachsen Leipzig         | 2-1 | VfL Bochum               |                  | |
| FC Bayern Munich II        | 0-1 | SV Werder Bremen         |                  | |
| FC Energie Cottbus         | 1-2 | SV Meppen                |                  | |
| Tennis Borussia Berlin     | 1-2 | Karlsruher SC            |                  | |
| Arminia Bielefeld          | 2-1 | Hamburger SV             |                  | |
| MSV Duisburg               | 0-2 | Bayer Leverkusen         |                  | |
| 27-8-1995                  |     |                          |                  | |
| 1. FC Saarbrücken          | 1-2 | Eintracht Frankfurt      | (t.e.)           | |
| SV 1916 Sandhausen         | 2-2 | VfB Stuttgart            | (t.e.) (13-12 p) | |
| 1. FC Köln II              | 0-2 | KFC Uerdingen 05         |                  | |
| Stuttgarter Kickers        | 0-1 | FC Bayern München        |                  | |
| 6-9-1995                   |     |                          |                  | |
| Lokomotive/Altmark Stendal | 0-0 | VfL Wolfsburg            | (t.e.) (4-3 p)   | Nota: El partido se jugó nuevamente debido a que en el partido original que terminó 1-1 hubo un problema de iluminación. |

### Segunda Ronda
| 18-9-1995                  |     |                          |        |
| Fortuna Düsseldorf         | 3-1 | FC Bayern München        |        |
| 19-9-1995                  |     |                          |        |
| VfB Leipzig                | 0-1 | FC Schalke 04            |        |
| SpVgg Beckum               | 2-3 | SpVgg Unterhaching       |        |
| Borussia Dortmund          | 3-0 | KFC Uerdingen 05         |        |
| 1. FC Kaiserslautern       | 3-0 | SG Wattenscheid 09       |        |
| SC Freiburg                | 1-0 | Arminia Bielefeld        |        |
| 1. FC Nürnberg             | 2-1 | SV Meppen                |        |
| TSV 1860 München           | 5-1 | Eintracht Frankfurt      |        |
| 20-9-1995                  |     |                          |        |
| Lokomotive/Altmark Stendal | 3-2 | Hertha BSC Berlin        | (t.e.) |
| Greifswalder SC 1926       | 1-4 | Rot-Weiss Essen          |        |
| FC Sachsen Leipzig         | 0-2 | Karlsruher SC            |        |
| SV 1916 Sandhausen         | 1-2 | FC 08 Homburg            |        |
| FC Carl Zeiss Jena         | 2-5 | Chemnitzer FC            |        |
| Bayer Leverkusen           | 2-0 | Borussia Mönchengladbach |        |
| 1. FSV Mainz 05            | 2-3 | SV Werder Bremen         |        |
| SV Waldhof Mannheim        | 2-0 | FSV Zwickau              |        |

### Tercera Ronda
| 3 de octubre de 1995 | 1. FC Kaiserslautern | 1–0     | Schalke 04 | Betzenbergstadion, Kaiserslautern                           |                                                             |
|                      | Koch 42'             | Reporte |            | Asistencia: 22 100 espectadores Árbitro(s): Bernd Heynemann | Asistencia: 22 100 espectadores Árbitro(s): Bernd Heynemann |

| 3 de octubre de 1995 | 1. FC Nürnberg                      | 3–2     | Werder Bremen                | Frankenstadion, Nuremberg                                |                                                          |
|                      | Moore 49' · Kurth 58' · Straube 90' | Reporte | Beschastnykh 8' · Basler 19' | Asistencia: 35 000 espectadores Árbitro(s): Hellmut Krug | Asistencia: 35 000 espectadores Árbitro(s): Hellmut Krug |

| 3 de octubre de 1995 | FC Homburg                | 2–1     | 1860 Munich   | Waldstadion, Homburgo                                     |                                                           |
|                      | Stanić 22' · Nemsadze 69' | Reporte | Borimirov 47' | Asistencia: 8000 espectadores Árbitro(s): Michael Prengel | Asistencia: 8000 espectadores Árbitro(s): Michael Prengel |

| 3 de octubre de 1995 | Lokomotive/Altmark Stendal                          | 2 – 2 (t. s.)(5–4 p.)      | Waldhof Mannheim                                            | Stadion am Hölzchen, Stendal                                    |                                                                 |
|                      | Wiedemann 33' · Hoffmann 71'                        | Reporte                    | Eroglu 31' · Hofmann 49'                                    | Asistencia: 6000 espectadores Árbitro(s): Lutz Michael Frohlich | Asistencia: 6000 espectadores Árbitro(s): Lutz Michael Frohlich |
|                      |                                                     | Tiros desde el punto penal |                                                             |                                                                 |                                                                 |
|                      | Wiedemann · Lenz · Aurich · Dau · Grempler · Bergen |                            | Zeyer · Reichel · Nachtweih · Dehoust · Akpoborie · Gerlach |                                                                 |                                                                 |

| 4 de octubre de 1995 | SC Freiburg | 0 – 1 (t. s.) | Borussia Dortmund | Dreisamstadion, Friburgo                                    |                                                             |
|                      |             | Reporte       | Herrlich 109'     | Asistencia: 22 500 espectadores Árbitro(s): Hartmut Strampe | Asistencia: 22 500 espectadores Árbitro(s): Hartmut Strampe |

| 4 de octubre de 1995 | SpVgg Unterhaching                  | 2–3     | Karlsruher SC                     | Stadion am Sportpark, Munich                           |                                                        |
|                      | Oberleitner 20' · Hartig 84' (pen.) | Reporte | Reich 42' · Knup 48' · Häßler 74' | Asistencia: 5000 espectadores Árbitro(s): Uwe Kemmling | Asistencia: 5000 espectadores Árbitro(s): Uwe Kemmling |

| 4 de octubre de 1995 | Fortuna Düsseldorf                   | 3–1     | Chemnitzer FC | Rheinstadion, Düsseldorf                           |                                                    |
|                      | Werner 58' · Minkwitz 63' · Bach 86' | Reporte | Fuchs 28'     | Asistencia: 10 000 espectadores Árbitro(s): Wagner | Asistencia: 10 000 espectadores Árbitro(s): Wagner |

| 4 de octubre de 1995 | Rot-Weiss Essen                  | 4 – 4 (t. s.)(1–4 p.)      | Bayer Leverkusen                                        | Georg-Melches-Stadion, Essen                                   |                                                                |
|                      | Helmig 42' 76' · Dondera 57' 76' | Reporte                    | Feldhoff 36' · Paulo Sérgio 48' · Fach 63' · Völler 76' | Asistencia: 21 900 espectadores Árbitro(s): Winfried Burchhart | Asistencia: 21 900 espectadores Árbitro(s): Winfried Burchhart |
|                      |                                  | Tiros desde el punto penal |                                                         |                                                                |                                                                |
|                      | Helmig · Schreier · Thiele       |                            | Lupescu · Neuendorf · Ramon · Schuster                  |                                                                |                                                                |

### Cuartos de final
| 31 de octubre de 1995 | Lokomotive/Altmark Stendal                           | 0 – 0 (t. s.)(4–5 p.)      | Bayer Leverkusen                                            | Stadion am Hölzchen, Stendal                                 |                                                              |
|                       |                                                      | Reporte                    |                                                             | Asistencia: 12 000 espectadores Árbitro(s): Hermann Albrecht | Asistencia: 12 000 espectadores Árbitro(s): Hermann Albrecht |
|                       |                                                      | Tiros desde el punto penal |                                                             |                                                              |                                                              |
|                       | Wiedemann · Aurich · Topor · Dau · Hoffmann · Bergen |                            | Lupescu · Barnes · Münch · Schuster · Völler · Paulo Sérgio |                                                              |                                                              |

| 7 de noviembre de 1995 | Fortuna Düsseldorf | 1–0     | 1. FC Nürnberg | Rheinstadion, Düsseldorf                                       |                                                                |
|                        | Mill 56'           | Reporte |                | Asistencia: 10 000 espectadores Árbitro(s): Hans-Jürgen Kasper | Asistencia: 10 000 espectadores Árbitro(s): Hans-Jürgen Kasper |

| 7 de noviembre de 1995 | FC Homburg                               | 3–4     | 1. FC Kaiserslautern                  | Waldstadion, Homburgo                                       |                                                             |
|                        | Goumai 35' · Arveladze 54' · Collins 74' | Reporte | Kuka 14' 18' · Flock 68' · Siegl 117' | Asistencia: 20 000 espectadores Árbitro(s): Edgar Steinborn | Asistencia: 20 000 espectadores Árbitro(s): Edgar Steinborn |

| 7 de noviembre de 1995 | Borussia Dortmund | 1–3     | Karlsruher SC                                | Westfalenstadion, Dortmund                              |                                                         |
|                        | Sammer 65'        | Reporte | Dundee 27' · Nowotny 59' · Häßler 74' (pen.) | Asistencia: 33 500 espectadores Árbitro(s): Markus Merk | Asistencia: 33 500 espectadores Árbitro(s): Markus Merk |

### Semifinales
| 27 de febrero de 1996 | 1. FC Kaiserslautern | 1–0     | Bayer Leverkusen | Betzenbergstadion, Kaiserslautern                           |                                                             |
|                       | Kadlec 34'           | Reporte |                  | Asistencia: 31 000 espectadores Árbitro(s): Hartmut Strampe | Asistencia: 31 000 espectadores Árbitro(s): Hartmut Strampe |

| 28 de febrero de 1996 | Karlsruher SC             | 2–0     | Fortuna Düsseldorf | Wildparkstadion, Karlsruhe                                  |                                                             |
|                       | Kiriakov 15' · Häßler 79' | Reporte |                    | Asistencia: 28 000 espectadores Árbitro(s): Bernd Heynemann | Asistencia: 28 000 espectadores Árbitro(s): Bernd Heynemann |

### Final
| 25 de mayo de 1996 | Karlsruher SC | 0–1     | 1. FC Kaiserslautern | Olympiastadion, Berlin                                   |                                                          |
|                    |               | Reporte | Wagner 42'           | Asistencia: 75 800 espectadores Árbitro(s): Hellmut Krug | Asistencia: 75 800 espectadores Árbitro(s): Hellmut Krug |

| Karlsruher SC | 1. FC Kaiserslautern |

| ARQ              | 1  | Claus Reitmaier |            |     |
| DEF              | 16 | Jens Nowotny    |            |     |
| DEF              | 7  | Dirk Schuster   |            |     |
| DEF              | 6  | Thomas Ritter   |            | 82' |
| DEF              | 2  | Gunther Metz    |            | 73' |
| MED              | 21 | Michael Tarnat  | Amonestado |     |
| MED              | 5  | Manfred Bender  |            |     |
| MED              | 8  | Thorsten Fink   |            |     |
| MED              | 10 | Thomas Häßler   |            |     |
| DEL              | 9  | Adrian Knup     |            |     |
| DEL              | 12 | Sean Dundee     |            |     |
| Substitutos:     |    |                 |            |     |
| ARQ              | 22 | Thomas Walter   |            |     |
| DEF              | 4  | Michael Wittwer |            |     |
| DEF              | 19 | Raphael Krauss  |            |     |
| MED              | 14 | Eberhard Carl   | Amonestado | 82' |
| DEL              | 18 | Edgar Schmitt   |            | 73' |
| Entrenador:      |    |                 |            |     |
| Winfried Schäfer |    |                 |            |     |

| ARQ              | 1  | Andreas Reinke       |            |     |
| DEF              | 5  | Miroslav Kadlec      |            |     |
| DEF              | 20 | Oliver Schäfer       |            |     |
| DEF              | 24 | Harry Koch           |            |     |
| DEF              | 2  | Frank Greiner        |            |     |
| DEF              | 8  | Martin Wagner        | Amonestado |     |
| MED              | 4  | Axel Roos            |            | 82' |
| MED              | 15 | Thomas Hengen        |            |     |
| MED              | 6  | Andreas Brehme       | , 72'      |     |
| DEL              | 9  | Pavel Kuka           |            | 87' |
| DEL              | 11 | Olaf Marschall       |            | 75' |
| Substitutos:     |    |                      |            |     |
| ARQ              | 22 | Gerald Ehrmann       |            |     |
| DEF              | 13 | Roger Lutz           |            | 75' |
| MED              | 7  | Uwe Wegmann          |            | 82' |
| MED              | 10 | Claus-Dieter Wollitz |            | 87' |
| DEL              | 18 | Jürgen Rische        |            |     |
| Entrenador:      |    |                      |            |     |
| Eckhard Krautzun |    |                      |            |     |